# 언해
언해(諺解)는 조선 시대에 한문으로 적힌 문장을 다시 한글로 직역했던 것을 말한다. 언해한 문장을 언해문(諺解文), 언해한 책을 언해본(諺解本) 또는 언해서(諺解書)라 부른다.

## 역사
훈민정음이 만들어진 뒤, 한글을 ‘언문(諺文)’이라 불렀다. 한문을 모르는 사람들도 읽을 수 있도록 언해서를 만드는 일이 있었다.
자연스러운 한국어로 번역한 것이라기보다는 주로 한문의 문장구조를 그대로 직역한 것이 많았다. 예외적으로 노걸대언해처럼 대화체를 써서 번역한 것도 있다.
대표적으로 언해된 책은 훈민정음 언해, 소학언해, 노걸대언해, 언해구급방 등을 들 수 있다.

## 연구
언해본은 당대 한국어의 어휘가 보존되어 있고 이를 한문 원문과의 대조를 통해 수월하게 현대어로 번역할 수 있으며 또한 판본에 따라 언어의 시대적 변화가 반영되어 변하고 있어서 중세 한국어와 근대 한국어 연구의 유용한 자료가 된다.